# Битва при Билече
Битва при Билече (серб. Битка код Билеће) — сражение, состоявшееся 27 августа 1388 года у стен города Билеча между боснийскими и турецкими войсками. Битва завершилась уверенной победой боснийцев, что стало первым примером успешного сопротивления турецким войскам в Боснии.

## Краткое описание
Во главе боснийской армии стоял Влатко Вукович, боснийский воевода, которому помогал Радич Санкович. В составе армии боснийцев было 7 тысяч солдат. Им противостояла турецкая армия численностью 18 тысяч человек, ведомая Лала Шахин-пашой, который когда-то одержал победу в битве на Марице.
Точных описаний битвы не сохранилось. Известно лишь, что боснийские войска нанесли страшное поражение турецкой армии, понеся незначительные потери, а Шахин-паша бежал с поля боя.

## Последствия
После этой победы боснийцев турецкие набеги временно прекратились. На могиле Влатко Вуковича был установлен памятный камень с надписью:

Здесь лежит добрый человек Влатко Вукович. Воевода Влатко первым победил турок при Билече 27 августа 1388.
Оригинальный текст (босн.)Ase leži dobri čoek Vlatko Vuković. Vojvoda Vlatko je prvi pobijedio Turke kod Bileće 27. avgusta 1388.